# Tomasz Bogusławski
Tomasz Bogusławski (ur. 12 lutego 1958 w Gdańsku) – polski grafik. Zajmuje się projektowaniem graficznym, grafiką wydawniczą, komunikacją wizualną, tworzy plakaty i emisje filatelistyczne.

## Życiorys
Studiował w gdańskiej Państwowej Wyższej Szkole Sztuk Plastycznych – PWSSP (obecnie Akademia Sztuk Pięknych) w latach 1977–1978 u prof. Marka Freudenreicha. Dyplom uzyskał w Pracowni Grafiki prof. Witolda Janowskiego (1982). Profesor, kieruje Pracownią Podstaw Projektowania Graficznego. W latach 1990–1993 był prodziekanem, a od 1999 do 2002 roku dziekanem Wydziału Malarstwa i Grafiki ASP w Gdańsku. W latach 1993–1996 pełnił funkcję prorektora, w latach 2002–2008 funkcję rektora gdańskiej ASP. Od 2010 jest także związany z Polsko-Japońską Wyższą Szkołą Technik Komputerowych w Gdańsku, gdzie prowadzi zajęcia z Grafiki Projektowej na Wydziale Sztuki Nowych Mediów.

## Wybrana twórczość

### Znaczki pocztowe
- Europa CEPT • Odkrycia Ignacego Łukasiewicza i Mikołaja Kopernika (seria) oraz koperta FDC, 1994
- Światowa Wystawa Filatelistyczna Philakorea 1994 oraz koperta FDC, 1994
- 75. rocznica zaślubin Polski z morzem oraz koperta FDC, 1995
- Europa • 50.rocznica wyzwolenia więźniów obozów koncentracyjnych (seria) oraz koperty FDC, 1995
- XIII Międzynarodowy Konkurs Pianistyczny im. Fryderyka Chopina oraz koperta FDC, 1995
- Kocham Cię oraz koperta FDC, 1996
- Światowa Wystawa Filatelistyczna „Olymphilex 1996” • Atlanta oraz koperta FDC, 1996
- Igrzyska XXVI Olimpiady • Atlanta 1996 – 100-lecie Nowożytnych Igrzysk Olimpijskich (seria) oraz koperty FDC, 1996
- 1000 lat Gdańska (seria) oraz koperty FDC, 1997
- 100. rocznica odkrycia radu i polonu oraz koperta FDC, 1998
- XV rocznica męczeńskiej śmierci ks. Jerzego Popiełuszki oraz koperta FDC, 1999
- Tragizm bohaterów Polski Walczącej oraz koperta FDC, 1999
- Dzieje oręża polskiego • Marynarka Wojenna (seria) oraz koperta FDC, 1999
- 20. rocznica powstania „Solidarności” oraz koperta FDC, 2000
- Polskie Milenium (seria) oraz koperty FDC, 2001
- Wielkanoc (seria) oraz koperta FDC, 2004

## Nagrody i odznaczenia
- Nagroda Artystyczna Gdańskiego Towarzystwa Przyjaciół Sztuki (1987)
- Srebrny Medal „Zasłużony Kulturze Gloria Artis” (2008)[2]
- I nagroda w kategorii plakatów kulturalnych 3th International Biennial of Poster, Bolivia BICeBé (2009)
- Final Selection Taiwan International Poster Design Award (2009)
- Grand Prix 6th International Triennial of Stage Poster, Sofia (2010)
- Special Jury Award na 5th China International Poster Biennial, Hangzhou (2011)
- I nagroda na VI Międzynarodowym Biennale Plakatu Społeczno-Politycznego w Oświęcimiu (2016)
- Teatralna Nagroda Muzyczna im. Jana Kiepury za najlepszy plakat teatralno-muzyczny sezonu 2017/2018 (2018)
- Nagroda Prezydenta Miasta Gdańska w Dziedzinie Kultury z okazji jubileuszu 35-lecia pracy twórczej (2018)[3]

Źródło:.